# Furth bei Göttweig
Furth bei Göttweig là một thị xã thuộc huyện Krems-Land trong bang Niederösterreich.

Furth bei Göttweig
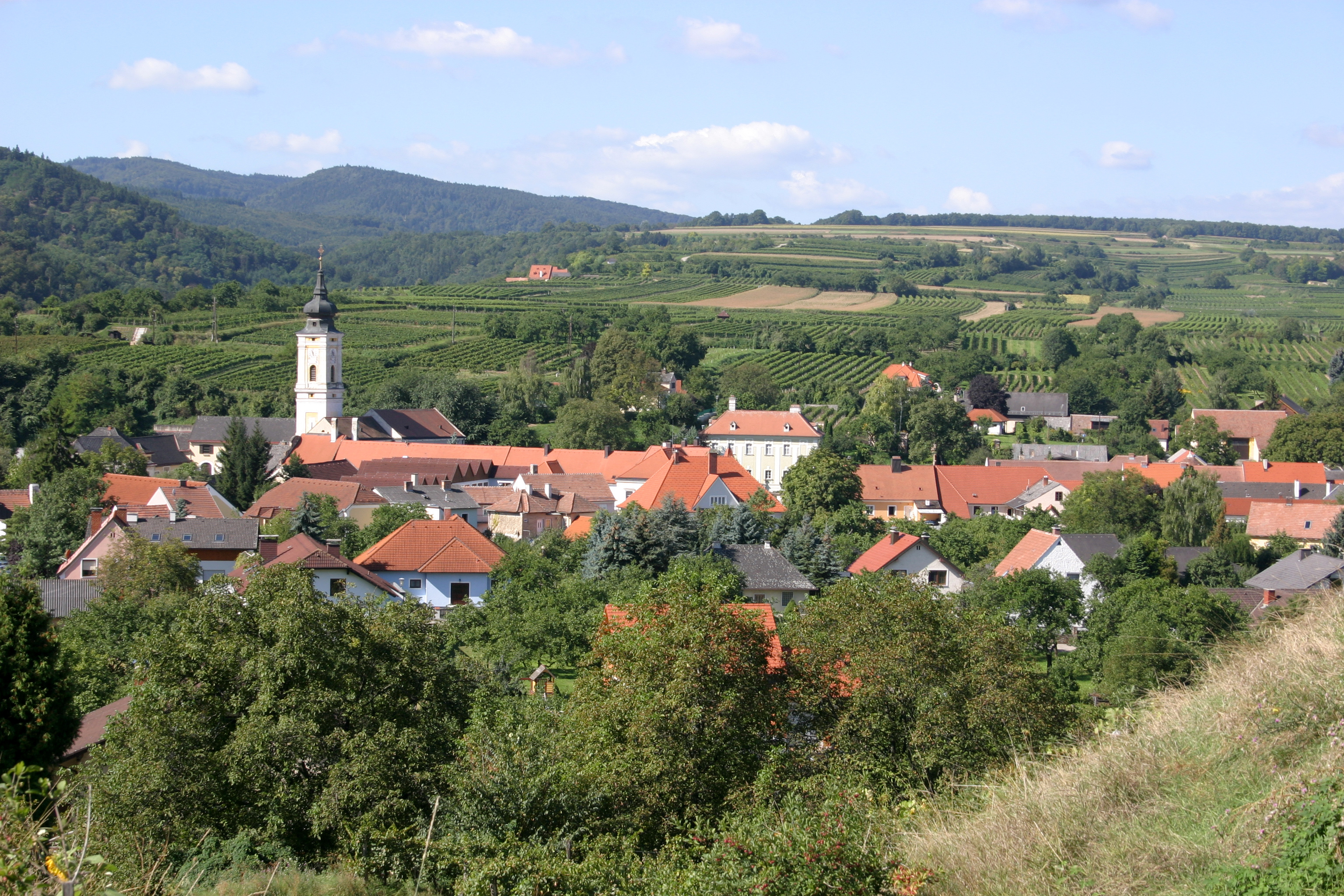
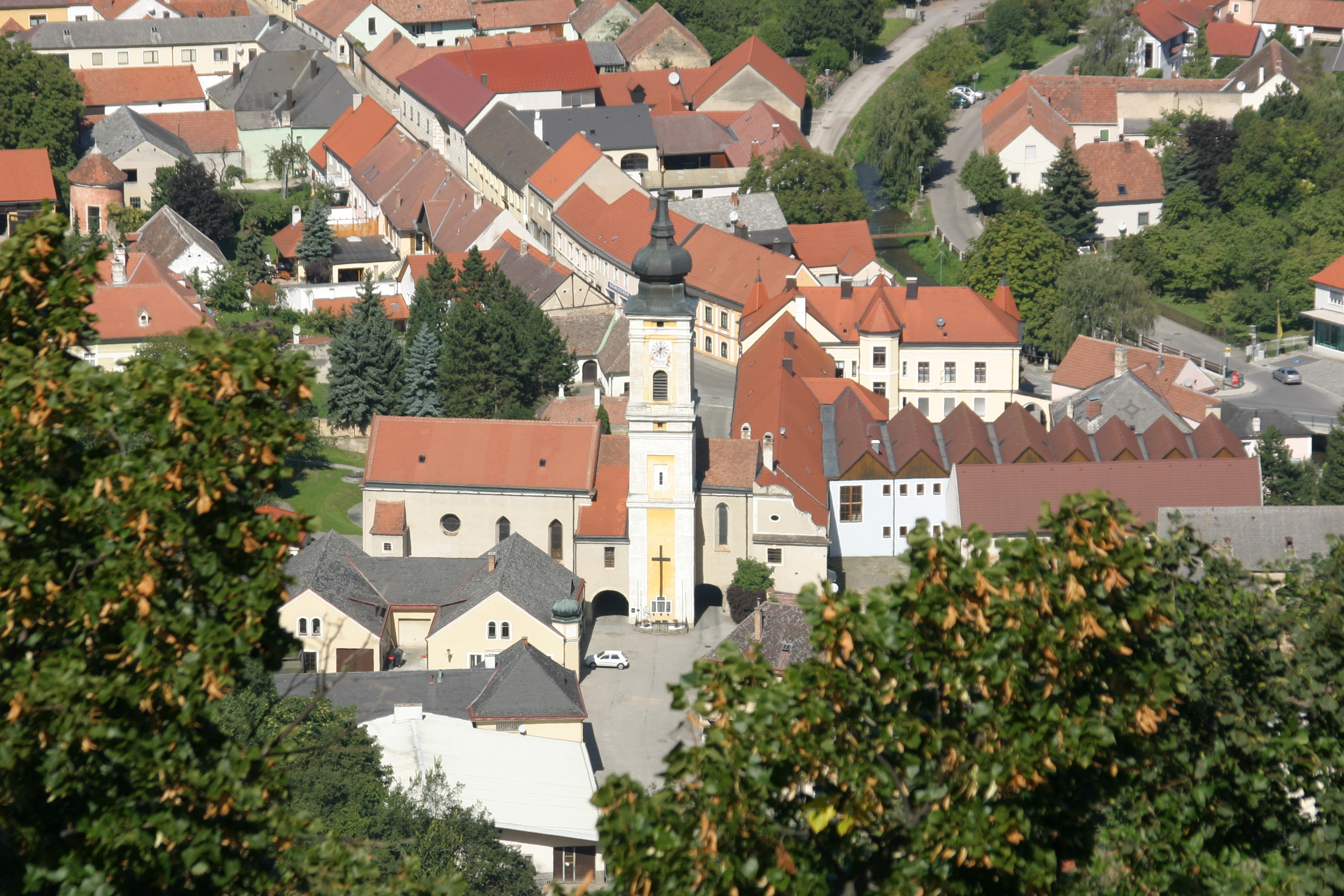
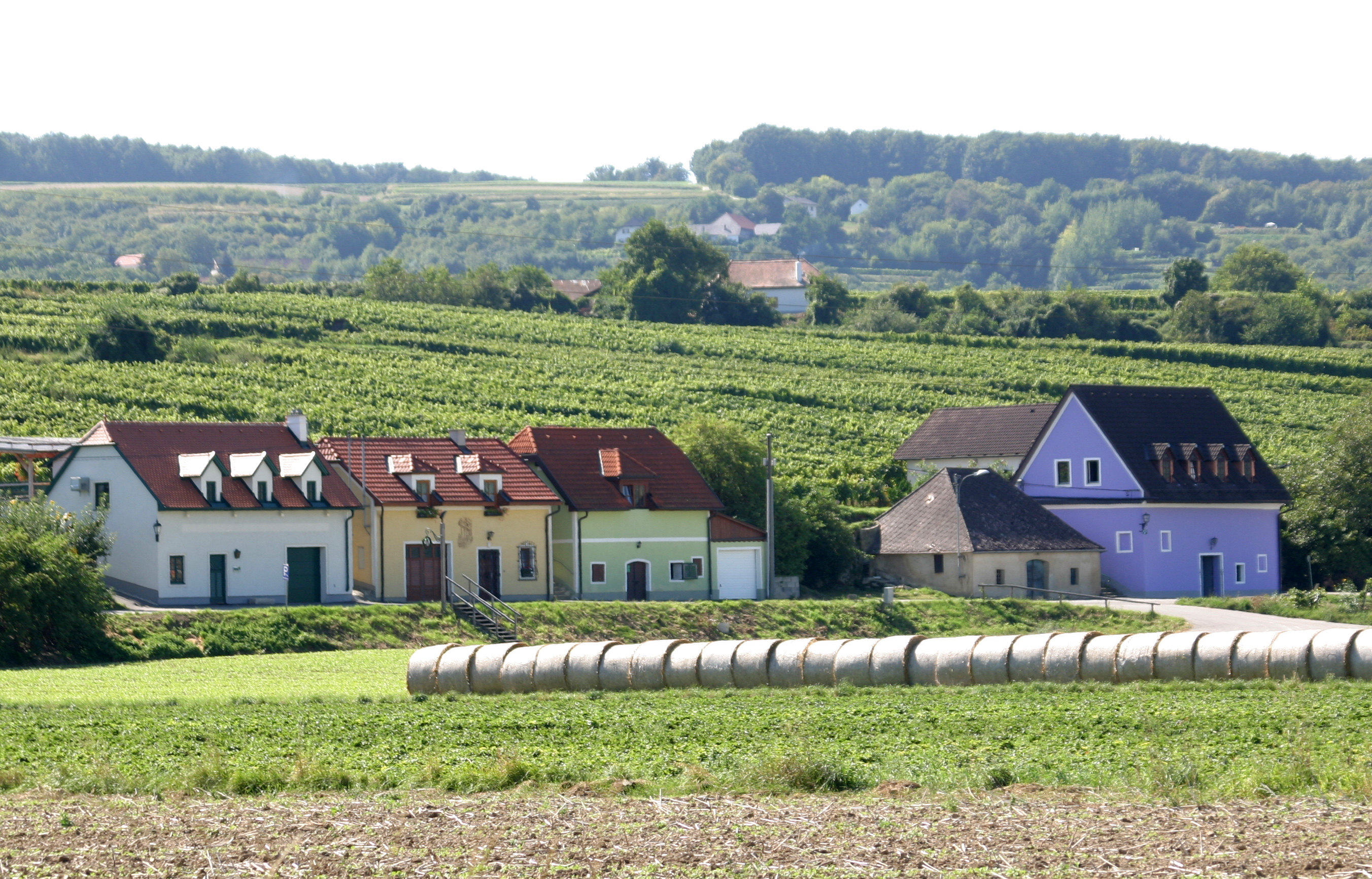
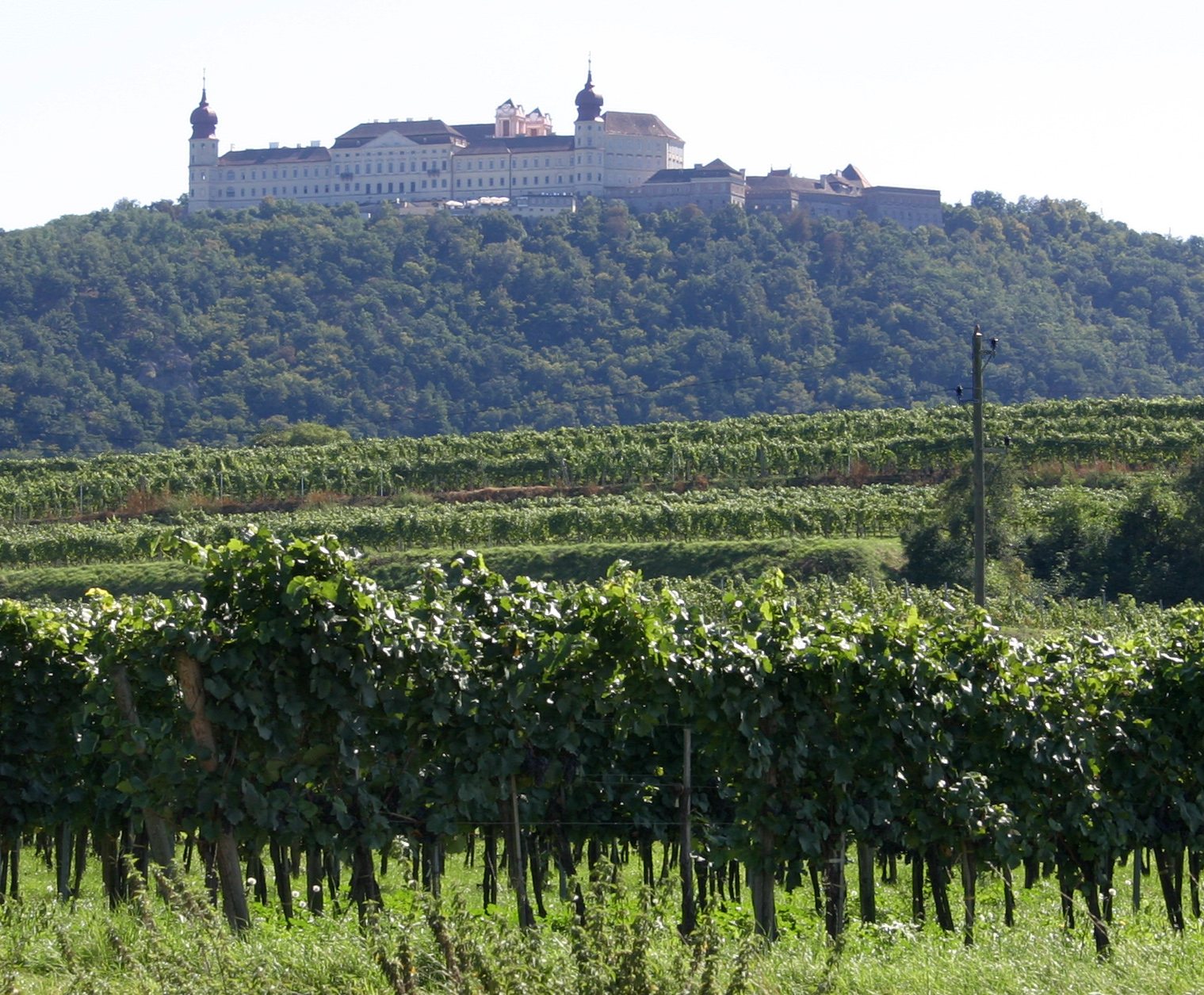